# Principauté de Serbie (1371-1403)
1371–1403
Entités précédentes :
- Empire serbe

Entités suivantes :
- Despotat de Serbie

La Serbie moravienne, principauté de Serbie, était un état des Balkans, le plus puissant ayant émergé après la chute de l'Empire serbe de Stefan Dušan et avant la formation du despotat de Serbie. Il est gouverné par les princes Lazare puis Lazarević.

## Contexte historique: dissolution de l'Empire serbe (à partir de 1356)
Le progressif éclatement de l'Empire serbe gouverné par Stefan Uroš V, a abouti l'atomisation de la puissance serbe. Les seigneurs locaux gagnent en pouvoir et autonomie et les dissensions accélèrent la disparition de l'Empire depuis 1356 et la mort de l'empereur Dušan. La partie grecque de l'Empire, acquise en 1356 par Simeon le frère de Dušan, instable n'est plus sous l'autorité du royaume, et passe de l’autorité byzantine, aux autorités locales notamment celle serbe de Serres ou des Albanais d'Épire. En 1365, Vukašin Mrnjavčević acquiert à son compte la Macédoine du Vardar.
La chute définitive de l'Empire serbe en 1371 accompagnera l'éclatement des États serbes, et leur progressive vassalisation par l'Empire ottoman avançant dans les Balkans. Après la bataille de la Maritsa en 1371, gagnée par les Turcs, le royaume de Vukašin Mrnjavčević est soumis à l'autorité ottomane et divisé entre son fils Marko qui règne sur Prilep, et les Dragaš récupérant la partie orientale. En parallèle, le royaume de Zeta en actuel Monténégro redevient véritablement indépendant, finalisant un processus amorcé depuis la mort de Dušan et conquiert les terres du duc Altomanović. De son côté, le ban et futur roi de Bosnie Tvrtko Ier intègre à son royaume en 1377 le sud de la Bosnie et l'Herzégovine, auparavant serbes. L'instabilité profitera également à Vuk Branković, qui acquiert la Métochie puis le Kosovo et Skopje sur le territoire de Zeta.
Mais parmi ces seigneurs c'est Lazar Hrebeljanović, seigneur local de Serbie moravienne sous l'Empire qui gagnera le plus d'ascendant sur les terres serbes.

## Historique
Lazar Hrebeljanović est né vers 1329 dans la forteresse de Prilepac, près de la ville de Novo Brdo dans la région du Kosovo, dans le royaume de Serbie. Lazar était courtisan à la cour du tsar serbe Stefan Uroš Dušan et à la cour du successeur de Dušan, le tsar Stefan Uroš V (r. 1356-1371). Le règne d'Uroš a été caractérisé par l'affaiblissement de l'autorité centrale et la désintégration progressive de l'Empire serbe. De puissants nobles serbes sont devenus pratiquement indépendants dans les régions qu'ils contrôlaient.
Lazar a quitté la cour du tsar Uroš en 1363 ou 1365 et est devenu un seigneur régional. Il détenait le titre de prince depuis au moins 1371. Son territoire s'est d'abord développé à l'ombre de seigneurs régionaux plus forts. Les plus forts étaient les frères Mrnjavčević, Vukašin et Jovan Uglješa. Ils ont été vaincus et tués par les Turcs ottomans lors de la bataille de la Maritsa en 1371, après quoi Lazar a pris une partie de leur territoire. Lazar et Tvrtko I, le ban de Bosnie, ont vaincu conjointement en 1373 un autre puissant noble, Nikola Altomanović. La majeure partie du territoire d'Altomanović a été acquise par Lazar. Lazar Hrebeljanović, devenu puissant dans la région face aux menaces des Ottomans, parvient à allier des territoires serbes autour de lui. Il se proclame seigneur des seigneurs serbes, sans parvenir pour autant à vassaliser les fiefs issus de l'ancien empire : certains appartenant déjà aux Ottomans (Marko Mrnjavčević et Constantin Dragaš y sont déjà soumis depuis 1371), aux Bosniens, d'autres étant désormais trop éloignés du pouvoir serbe (nord de la Grèce) et les autres étant attachés à leur souveraineté (Vuk Branković au Kosovo et les Balšić de Zeta. Toutefois, le pouvoir de Lazar se démarque face à la menace turque, par les alliances militaires avec Branković et Tvrtko de Bosnie. Vers cette époque, Lazar accepta la suzeraineté du roi Louis Ier de Hongrie, qui lui accorda la région de Mačva, ou du moins une partie de celle-ci. Avec tous ces gains territoriaux, Lazar est devenu le seigneur serbe le plus puissant. L'État qu'il a ensuite créé est connu dans l'historiographie sous le nom de principauté de « Serbie morave ».
La Serbie morave atteignit sa pleine étendue en 1379, lorsque Lazar prit Braničevo et Kučevo à la Hongrie, chassant le vassal hongrois Radič Branković Rastislalić de ces régions. L'état de Lazar était plus grand que les domaines des autres seigneurs sur le territoire de l'ancien Empire serbe. Il avait également un gouvernement et une armée mieux organisés. L'État comprenait les bassins des rivières de Grande Morava ,Ouest-Morava et Sud-Morava , s'étendant de la source de Sud Morava vers le nord jusqu'aux fleuves Danube et Sava. Sa frontière nord-ouest longeait la rivière Drina. Outre la capitale Kruševac, l'État comprenait les villes importantes de Niš et Užice, ainsi que Novo Brdo et Rudnik, deux centres miniers les plus riches de la Serbie médiévale. De toutes les terres serbes, l'État de Lazar était le plus éloigné des centres ottomans et était le moins exposé aux ravages des raids turcs. Cette circonstance a attiré des immigrants des zones menacées par les Ottomans, qui ont construit de nouveaux villages et hameaux dans des zones auparavant peu habitées et sujettes à l'agriculture de la Serbie morave. Il y avait aussi des religieux parmi les immigrants, ce qui a stimulé la renaissance d'anciens centres ecclésiastiques et la fondation de nouveaux dans l'État de Lazar.
Un groupe de raids turcs, passant sans entrave à travers les territoires des vassaux ottomans, a fait irruption en Serbie morave en 1381. Il a été mis en déroute par les nobles de Lazar Crep Vukoslavić et Vitomir lors de la bataille de Dubravica , combattue près de la ville de Paraćin. En 1386, le sultan ottoman Murad I lui-même dirigea des forces beaucoup plus importantes qui prirent Niš à Lazar. On ne sait pas si la rencontre entre les armées de Lazar et de Murad à Pločnik, un site au sud-ouest de Niš, s'est produite peu de temps avant ou après la prise de Niš. Lazar a repoussé Murad à Pločnik.
Après la mort du roi Louis en 1382, une guerre civile éclate dans le royaume de Hongrie. Lazar participa brièvement à la guerre comme l'un des adversaires du prince Sigismond de Luxembourg, et il envoya des troupes combattre dans les régions de Belgrade et de Syrmie. Ces combats se sont terminés sans gains territoriaux pour Lazar, qui a fait la paix avec Sigismond en 1387.
Les batailles contre les Turcs se multiplient cependant et la Macédoine entière (grecque et slave) est conquise ainsi que la Bulgarie. Lors de la bataille du Kosovo Polje ("le champ des merles") qui s'est déroulée le 15 juin 1389, Lazar a dirigé l'armée qui a affronté une armée d'invasion massive de l'Empire ottoman commandée par le sultan Murad I. Le prince Lazar et le sultan Murad ont tous deux perdu la vie dans la bataille. 
Bien que la bataille ait été tactiquement un match nul, les lourdes pertes mutuelles n'ont été dévastatrices que pour les Serbes. Cette bataille marque la progressive chute des principautés serbes, les forces de Lazare et de Vuk Branković ayant été défaites. Il est raconté qu'à la suite du retrait des troupes turques, en raison de la mort subite du sultan, les observateurs aurait relayé une victoire serbe, pour laquelle les cloches de Paris aurait sonné, saluant la défaite de l'envahisseur ottoman qui menaçait l'Europe et la chrétienté. Lazar a été remplacé par son fils aîné Stefan Lazarević. Comme celui ci était encore mineur, la Serbie morave était administrée par la veuve de Lazar, Milica. Elle fut attaquée du nord, cinq mois après la bataille, par les troupes du roi hongrois Sigismond. Lorsque les forces turques, se déplaçant vers la Hongrie, atteignirent les frontières de la Serbie morave à l'été 1390, Milica accepta la suzeraineté ottomane.
Stefan Lazarević a participé en tant que vassal ottoman à la bataille de Karanovasa en 1394, à la bataille de Rovine en 1395, à la bataille de Nicopolis en 1396 et à la bataille d'Angora en 1402. Après Angora, il visita Constantinople, la capitale de l'Empire byzantin, où il a reçu le titre de despote, et depuis lors, son état est devenu connu sous le nom de despotat serbe en 1402, et profite d'une période d'instabilité politique pour reconquérir le Kosovo puis Zeta, tout en s'émancipant de la tutelle ottomane en jurant sa loyauté au royaume de Hongrie.

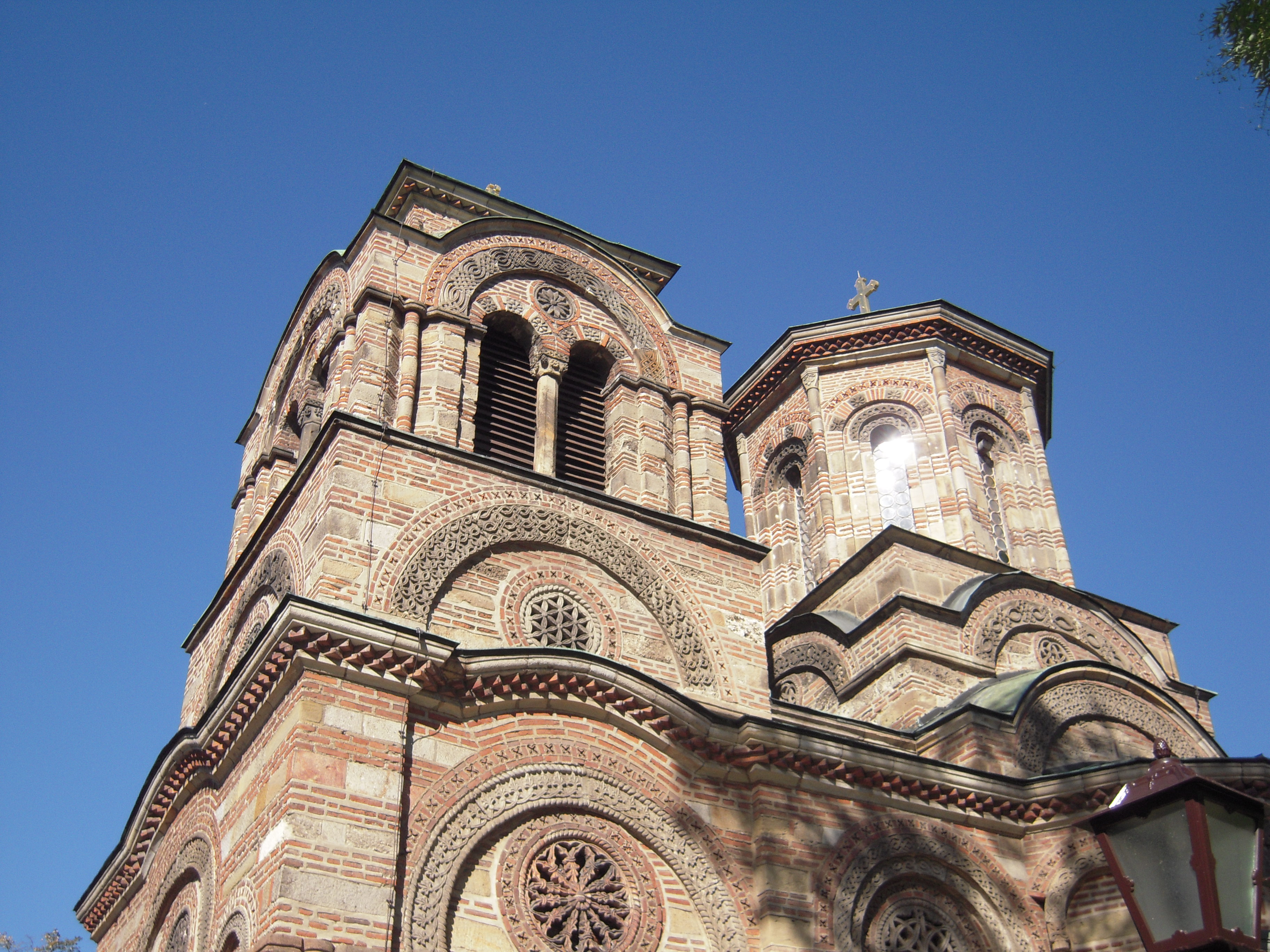
L'église Lazarica de Kruševac construite sous le prince Lazar dans le style serbe moravien.

## Développement
Le royaume et la Serbie entière prospèrent au XVe siècle malgré les menaces turques. Un nouvel élan économique naît notamment avec les nombreuses mines d'argent ouvertes ainsi que l'immigration des Byzantins fuyant leurs contrées conquises par l'Empire ottoman, et la production de monnaie se démocratise. C'est à cette époque des années 1370 qu'apparaît l'école moravienne, dont les productions architecturales sont les dernières représentatives de la culture byzantine dans le Moyen Âge serbe.